# XXVIII з'їзд КПУ
XXVIII з'їзд КПУ — з'їзд Комуністичної партії України, що відбувся в Києві 19—23 червня 1990 року (перший етап) та 13—14 грудня 1990 року (другий етап).
Під час з'їзду (22 червня) Володимир Івашко залишив посаду 1-го секретаря ЦК КПУ (у зв'язку з обранням головою Верховної Ради УРСР). На його місце обрали Станіслава Гуренка.

## Порядок денний з'їзду
1. Про політичну ситуацію і основні напрямки діяльності КПУ на сучасному етапі. Звіт ЦК КПУ (доповідач Івашко Володимир Антонович).
2. Звіт Ревізійної комісії КПУ (доповідач Ковінько Анатолій Іванович).
3. Про проект Платформи ЦК КПРС до XXVIII з'їзду КПРС.
4. Про проект Статуту КПРС.
5. Про Програмні принципи діяльності КПУ.
6. Про Статут КПУ.
7. Про статус первинної організації КПУ.
8. Про статус делегата XXVIII з'їзду КПУ
9. Утворення комісій з'їзду: а) по вивченню партійних документів, пов'язаних з чорнобильською трагедією; б) по перевірці використання коштів партійного бюджету; в) по вивченню питання про привілеї в партійних органах.
10. Про заяву з'їзду про ліквідацію наслідків аварії на Чорнобильській АЕС і захист населення від їх впливу.
11. Про порядок обрання першого секретаря, секретарів та членів ЦК і членів Ревізійної комісії КПУ.
12. Про порядок обрання редакторів республіканських партійних газет.
13. Вибори першого секретаря, секретарів ЦК і керівних органів КПУ.
14. Про Звернення XXVIII з'їзду КПУ до комуністів республіки.

На першому етапі обрано Центральний Комітет в складі 247 членів, Ревізійну Комісію у складі 40 членів.
На другому етапі (13—14 грудня 1990 року) у склад членів ЦК КПУ дообрано 25 осіб.

### Члени ЦК КПУ
- Абрамов Анатолій Васильович
- Антипенко Ганна Валентинівна
- Арнаут Федір Іванович
- Бабанський Юрій Васильович
- Бабурін Олексій Васильович
- Багінський Володимир Анатолійович
- Багров Микола Васильович
- Балан Василь Іванович
- Батрикова Надія Вікторівна
- Бережний Віктор Григорович
- Бєліцький Є. І.
- Біленко Станіслав Степанович
- Білоус А. С.
- Блаженчук Володимир Іванович
- Бобров Володимир Олексійович
- Богаш Іван Іванович
- Боделан Руслан Борисович
- Бойко Володимир Семенович
- Борис Ігор Олександрович
- Бугаєць Анатолій Олександрович
- Бутенко А. Г.
- Бутенко Анатолій Іванович
- Бутко Світлана Костянтинівна
- Ванат Петро Михайлович
- Василенко І. В.
- Вегера Світлана Анатоліївна
- Вінтоняк Михайло Іванович
- Власюк Василь Петрович
- Войтенко Надія Антонівна
- Волощук Михайло Юрійович
- Гасаненко Леонід Григорович
- Герус Лідія Іванівна
- Гладуш Іван Дмитрович
- Годзь Віталій Олександрович
- Гой Алла Василівна
- Голушко Микола Михайлович
- Гошовська Валентина Андріївна
- Грицай Іван Трохимович
- Грінцов Іван Григорович
- Громов Борис Всеволодович
- Гросс Валентина Василівна
- Гудов М. О.
- Гуренко Станіслав Іванович
- Давидулін В. О.
- Демешко Віктор Іванович
- Денисенко Юрій Дмитрович
- Димитрієнко М. Д.
- Дичко Наталія Прокопівна
- Дідик Микола Анатолійович
- Дмитрієв Б. І.
- Дмитрієв Євген Іванович
- Драголюнцев Анатолій Дмитрович
- Дядюра Віктор Іванович
- Євтушевська Лора Олександрівна
- Євтюхін Олександр Григорович
- Єненко Юрій Олексійович
- Єршов Аркадій Віталійович
- Желіба Володимир Іванович
- Жиленков Микола Дмитрович
- Загорудько Михайло Михайлович
- Задорожний Олександр Іванович
- Задоя Микола Кузьмич
- Івашко Володимир Антонович
- Іващук Петро Володимирович
- Ілляшенко Володимир Якович
- Касьянов Анатолій Васильович
- Каун Олександр Дмитрович
- Кикоть Анатолій Іванович
- Кириченко В. Г.
- Ковалевський Анатолій Михайлович
- Ковальов Ю. В.
- Кожемяко Сергій Дмитрович
- Козаченко Петро Михайлович
- Колісник О. Х.
- Кондратенко Анатолій Іванович
- Корнієнко Анатолій Іванович
- Коробко Іван Якович
- Косяненко П. М.
- Кот Віра Дмитрівна
- Кравець Володимир Іванович
- Кравець Микола Мефодійович
- Кравченко Микола Панасович
- Кравченко Петро Сергійович
- Кравчук Леонід Макарович
- Країло Михайло Іванович
- Красін Леонід Абрамович
- Красножон Валентин Леонідович
- Криворотов Володимир Іванович
- Кривохижа Олександр Олександрович
- Кукнерик Петро Юхимович
- Купратий Володимир Іванович
- Куравський Зіновій Васильович
- Курашик Віталій Володимирович
- Кухар Валерій Павлович
- Кушнеренко Михайло Михайлович
- Лаврик Олександр Федорович
- Ладуренко Микола Васильович
- Лашко Микола Миколайович
- Лесик Сергій Васильович
- Лєшуков Микола Васильович
- Лисенко Олександр Степанович
- Лисогор Віктор Іванович
- Лісовенко Василь Трохимович
- Лобов Микола Васильович
- Лопатін Михайло Олексійович
- Лось Йосип Іванович
- Льотов Олександр Володимирович
- Любарець Петро Юхимович
- Макаров Микола Митрофанович
- Макаров Юрій Іванович
- Макарчук Степан Арсентійович
- Мармазов Євген Васильович
- Марченко В. Т.
- Масельський Олександр Степанович
- Масик Костянтин Іванович
- Масол Віталій Андрійович
- Матвєєв Володимир Йосипович
- Матвієнко Анатолій Сергійович
- Мельник В. Г.
- Мельников Олександр Тихонович
- Мельничук Анатолій Олександрович
- Мельничук Ігор Євгенович
- Мироненко Петро Сергійович
- Миронов Євген Васильович
- Михайлюков В'ячеслав Сергійович
- Мойсеєнко В. І.
- Морозов Іван Сергійович
- Мудрий Анатолій Васильович
- М'якота Олексій Сергійович
- М'ялиця Анатолій Костянтинович
- Надточій А. Г.
- Некрасов Владилен Петрович
- Неня Віктор Володимирович
- Нехаєвський Аркадій Петрович
- Никоненко Василь Миколайович
- Новикова Л. В.
- Олійник Борис Ілліч
- Олійник Василь Михайлович
- Омельченко Микола Григорович
- Омесь Сергій Сергійович
- Онищенко Анатолій Ілліч
- Оніщенко Н. Ф.
- Осипов Володимир Васильович
- Острожинський Валентин Євгенович
- Павличенко Іван Григорович
- Палій Дмитро Миколайович
- Панкратов Юрій Іванович
- Паньковська Олена Анатоліївна
- Пастушенко А. В.
- Патон Борис Євгенович
- Пахомов Юрій Миколайович
- Пенцак Володимир Іванович
- Перванюк І. О.
- Петров Микола Миколайович
- Пилипенко Віктор Васильович
- Письменний М. Г.
- Плеханов Валентин Пилипович
- Плюта Ніна Йосипівна
- Плющ Іван Степанович
- Поліщук Валентин Володимирович
- Понедельник Віра Іванівна
- Поперняк Анатолій Никифорович
- Попович Олександр Сергійович
- Потебенько Михайло Олексійович
- Прищепа Петро Купріянович
- Прозоров Анатолій Володимирович
- Прокопенко Іван Федорович
- П'ятун Олександр Олександрович
- Ревус Михайло Петрович
- Рибинок Віктор Олександрович
- Роєнко Віктор Григорович
- Рожківський Франц Антонович
- Рудак Ігор Степанович
- Рудич Фелікс Михайлович
- Ружицький Олександр Антонович
- Рябоконь Василь Петрович
- Рябоконь Микола Григорович
- Рямбов Микола Борисович
- Савченко Анатолій Петрович
- Салій Іван Миколайович
- Салюк Микола Іванович
- Санін Василь Никифорович
- Северинчик Володимир Дмитрович
- Секретарюк В'ячеслав Васильович
- Семененко Наталія Петрівна
- Семеренко Микола Миколайович
- Сиваченко Павло Павлович
- Сиверський О. Г.
- Сизенко Юрій Павлович
- Сизий Микола Гнатович
- Сінько Василь Данилович
- Скапецький Микола Олександрович
- Скопенко Віктор Васильович
- Скорбач Віктор Олександрович
- Скорик Анатолій Миколайович
- Скригонюк Федір Федорович
- Собчук Микола Петрович
- Созінов Олексій Олексійович
- Солдатенко Борис Васильович
- Солдатов Микола Іванович ?
- Сотниченко Віра Григорівна
- Сподаренко Іван Васильович
- Стадниченко Володимир Якович
- Староконь Геннадій Іванович
- Статінов Анатолій Сергійович
- Стежко Станіслав Андрійович
- Стріла Микола Філонович
- Стус Володимир Іванович
- Сударенко Микола Іванович
- Сусла Степан Кирилович
- Сухинін Михайло Миколайович
- Танасов Сергій Іванович
- Тарадін Євген Іванович
- Теслюк І. Г.
- Тиминюк Віктор Віссаріонович
- Титов Юрій Іванович
- Тігіпко Сергій Леонідович
- Тітаровський Андрій Миколайович
- Ткач Микола Васильович
- Ткаченко Олександр Миколайович
- Токар Володимир Олександрович
- Топчій Дмитро Гаврилович
- Урбан Юрій Станіславович
- Федоренко Галина Миколаївна
- Федоров Володимир Григорович
- Федотов О. Г.
- Фекете Михайло Юрійович
- Фінагіна Людмила Василівна
- Фокін Вітольд Павлович
- Харченко Григорій Петрович
- Хмельнюк Валерій Якович
- Холодов Олександр Олександрович
- Хронопуло Михайло Миколайович
- Цибін Анатолій Михайлович
- Цимбалюк В. С.
- Чабаненко Любов Андріївна
- Чулаков Євген Родіонович
- Чумак Василь Олексійович
- Чупренко Микола Іванович
- Шадура Юрій Федорович
- Шапаренко Леонід Павлович
- Шаповал Володимир Никифорович
- Шаригін Володимир Олександрович
- Шевченко Володимир Антонович
- Шевченко Володимир Павлович
- Школьний М. В.
- Шульгатий Петро Ілліч
- Якименко Іван Левкович

### Дообрані члени ЦК КПУ
- Базярук Анатолій Володимирович
- Бондаренко Олександр Анатолійович
- Бутко Володимир Іванович
- Вашко Костянтин Вікторович
- Вовченко Сергій Миколайович
- Голушкова Олена Олексіївна
- Данилюк М.В.
- Демчук В.С.
- Деркач Олександр Віталійович
- Дунєбабін Андрій Володимирович
- Іванишин В.В.
- Івашкевич Анатолій Григорович
- Іллющенков В.Л.
- Кашпур І.Л.
- Левчук Володимир Володимирович
- Мазуренко В.Л.
- Невеселюк Людмила Володимирівна
- Нікітчук А.І.
- Павлина І.І.
- Прудкий Сергій Васильович
- Скубарєв Сергій Леонідович
- Феколкін Юрій Олександрович
- Чечеватов Віктор Степанович
- Шарий Григорій Іванович
- Шерудило Тетяна Миколаївна

### Члени Ревізійної комісії
- Бабар Тетяна Володимирівна
- Бандуровський Дмитро Казимирович
- Білан Л. О.
- Бровко Юрій Єгорович
- Волошина Світлана Василівна
- Гайовий Володимир Максимович
- Горяйнов Геннадій Євгенович
- Григор'єва Любов Василівна
- Зайвий Петро Якович
- Зелінська Марія Василівна
- Іваницький Леонід Митрофанович
- Іщук Олексій Филимонович
- Ковалець А. І.
- Ковінько Анатолій Іванович
- Колесник І. С.
- Косаківський Леонід Григорович
- Котелевський Іван Іванович
- Котков Василь Павлович
- Кузнецова Неля Сергіївна
- Лапада Володимир Андрійович
- Логоша Олександр Олексійович
- Мегедин Іван Володимирович
- Мелешко Іван Степанович
- Непорада Ігор Павлович
- Палига Євген Миколайович
- Пахомов Валерій Григорович
- Песецький Станіслав Вікторович
- Рубан Євген Миколайович
- Рябіка Леонід Григорович
- Сабадаш Ніна Степанівна
- Савченко Віктор Петрович
- Святодух Тамара Павлівна
- Тенетко Геннадій Миколайович
- Титаренко Володимир Анатолійович
- Ульянова Олена Іванівна
- Федосова Валентина Іванівна
- Черняк І. І.
- Чубатий Сергій Володимирович
- Чухлєбов Микола Митрофанович
- Яковлєв Володимир Олексійович